# 알타이현
알타이현(러시아어: Алтайская губерния)은 1917년부터 1925년까지 존재했던 러시아 제국, 러시아 공화국, 러시아 소비에트 연방 사회주의 공화국의 현으로 현도는 바르나울이다. 1917년 6월 30일 톰스크현에서 분리되어 신설되었으며 1925년 시비리 지방으로 개편되면서 폐지되었다.